# Lambertuskerk (Oldebroek)
De Lambertuskerk is het kerkgebouw van de hervormde gemeente van Oldebroek. Ze ligt in het midden van het dorp op een terp, aan de noordkant van de Zuiderzeestraatweg.

## Naamgeving
De kerk is vernoemd naar de heilige Sint Lambertus. Hij was 40 jaar lang bisschop van Maastricht. Nadat hij is vermoord heeft de Rooms-Katholieke Kerk 17 september als gedenkdag aangehouden. Indertijd heeft het wolweversgilde in Oldebroek en omstreken Sint Lambertus als schutspatroon aangenomen, vandaar dat de Schapenmarkt in Oldebroek op de woensdag voorafgaand aan 17 september wordt gehouden.

## Geschiedenis
De kerk is oorspronkelijk gebouwd als hallenkerk. Van deze hallenkerk zijn alleen de toren uit de 14e eeuw en het koor uit de 15e eeuw overgebleven. In 1629 werd de kerk geteisterd door een brand, waarna de schade werd hersteld voor een bedrag van Fl. 225. 
De volgende verbouwing geschiedde pas in 1844. Er werd toen een catechisatiekamer aangebouwd. Doordat de kerk erg klein was en er vaak mensen onwel werden tijdens een volle kerkdienst, werd in 1866 de aanbesteding voor het vergroten en het verhogen van de kerk uitgevaardigd. In 1867 wordt een consistorie aangebouwd. 